# Jevgenij Maskinskov
Jevgenij Ivanovič Maskinskov (rusky Евгений Иванович Маскинсков), (19. prosince 1930 Alexandrovka – 25. ledna 1985) byl sovětský atlet, chodec, mistr Evropy v chůzi na 50 km z roku 1958.

## Sportovní kariéra
Svůj nejlepší výkon v chůzi na 50 kilometrů – 4:08:57 – vytvořil v roce 1956. Ve stejném roce vybojoval na olympiádě v Melbourne v této disciplíně stříbrnou medaili.
O dva roky se na ve Stockholmu stal mistrem Evropy v závodě na 50 kilometrů chůze. Po skončení sportovní kariéry působil jako trenér.